# Valor venal
O valor venal é uma estimativa que o Poder Público realiza sobre o preço de determinados bens. A finalidade principal é servir de base para o cálculo de certos impostos e — em alguns casos — emolumentos judiciais ou administrativos. Para a quantificação, são utilizados critérios objetivos estabelecidos em lei que variam segundo o tempo e o lugar em que o bem se encontra, e segundo o seu gênero e espécie.  
Tratando-se de bens imóveis, o valor venal é calculado levando em conta o preço que a unidade imobiliária alcançaria em uma operação de compra e venda simples, considerando a função da área da edificação, as características do imóvel (idade, posição, tipologia), sua utilização (residencial ou não) e  seu respectivo valor unitário padrão (valor do metro quadrado dos imóveis no logradouro).
O cálculo do valor venal de imóveis edificados residenciais segue a seguinte metodologia:

V = A . VR . I . P . TR

onde:

V = valor venal do imóvel;

A = área da edificação;

VR = valor unitário padrão residencial, de acordo com a Planta de Valores do Município;

I = fator idade (Tabela 1), aplicável em razão da idade do imóvel contada a partir do exercício seguinte ao da concessão do "habite-se", da reconstrução ou da ocupação do imóvel se este não tiver "habite-se";

P = fator posição (Tabela 2), varia conforme a localização do imóvel em relação ao logradouro;

TR = fator tipologia residencial (Tabela 3), de acordo com as características construtivas do imóvel, consideradas as suas reformas, acréscimos e modificações.
A título de exemplo, o Código Tributário Nacional regula alguns impostos que incidem sobre imóveis e que consideram o seu valor venal como base de cálculo:
"SEÇÃO II - Imposto sobre a Propriedade Predial e Territorial Urbana (IPTU):
Art. 32. O imposto, de competência dos Municípios, sobre a propriedade predial e territorial urbana tem como fato gerador a propriedade, o domínio útil ou a posse de bem imóvel por natureza ou por acessão física, como definido na lei civil, localizado na zona urbana do Município.
(...)
Art. 33. A base do cálculo do imposto é o valor venal do imóvel.
Parágrafo único. Na determinação da base de cálculo, não se considera o valor dos bens móveis mantidos, em caráter permanente ou temporário, no imóvel, para efeito de sua utilização, exploração, aformoseamento ou comodidade.
(...)
SEÇÃO III - Imposto sobre a Transmissão de Bens Imóveis e de Direitos a eles Relativos (ITBI)
Art. 35. O imposto, de competência dos Estados, sobre a transmissão de bens imóveis e de direitos a eles relativos tem como fato gerador:
I - a transmissão, a qualquer título, da propriedade ou do domínio útil de bens imóveis por natureza ou por acessão física, como definidos na lei civil;
II - a transmissão, a qualquer título, de direitos reais sobre imóveis, exceto os direitos reais de garantia;
III - a cessão de direitos relativos às transmissões referidas nos incisos I e II.
Parágrafo único. Nas transmissões causa mortis, ocorrem tantos fatos geradores distintos quantos sejam os herdeiros ou legatários.
(...)
Art. 38. A base de cálculo do imposto é o valor venal dos bens ou direitos transmitidos."

Tratando-se de direito processual, o valor venal deve ser utilizado para a quantificação do monte que um espólio representa em processos judicias de inventário e partilha. Assim, sua valoração acaba também por influenciar no cálculo do Imposto de Transmissão "Causa Mortis" e Doação, cuja arrecadação é de competência dos estados federados (Constituição Federal de 1988, artigo 155, inciso I). 
No Estado de São Paulo, a Lei 10.705, de 28 de dezembro de 2000 estabelece em seu artigo 2º que esse "imposto incide sobre a transmissão de qualquer bem ou direito havido: I- por sucessão legítima ou testamentária, inclusive a sucessão provisória; II - por doação", e que, segundo o Supremo Tribunal Federal, "é calculado sobre o valor dos bens na data da avaliação". 

Tratando-se de bens móveis, o melhor exemplo para se dar é o referente aos valores venais de veículos automotores. Sua apuração é feita com base nos preços médios de mercado, levando em conta o tipo, marca, modelo e ano de sua fabricação, servindo de base para o cálculo para o Imposto sobre a Propriedade de Veículos Automotores – IPVA.
Tais valores são arrolados em tabelas de valores venais emitidas anualmente por cada estado federado, pois destes também é a competência para sua arrecadação.
Porém, o que ocorre na prática é que os valores venais, em regra, não correspondem aos valores reais dos bens, isto é, aos valores que estes alcançam quando negociados em seus respectivos mercados.
Fonte Vocabulário Jurídico Vol. IV_Q-Z, 12ª ed., Rio de Janeiro, Editora Forense, 1993, p. 456.